# Spaniens Grand Prix 1992
Spaniens Grand Prix 1992 var det fjärde av 16 lopp ingående i formel 1-VM 1992.

## Resultat
1. Nigel Mansell, Williams-Renault, 10 poäng
2. Michael Schumacher, Benetton-Ford, 6
3. Jean Alesi, Ferrari, 4
4. Gerhard Berger, McLaren-Honda, 3
5. Michele Alboreto, Footwork-Mugen Honda, 2
6. Pierluigi Martini, BMS Scuderia Italia (Dallara-Ferrari), 1
7. Aguri Suzuki, Footwork-Mugen Honda
8. Karl Wendlinger, March-Ilmor
9. Ayrton Senna, McLaren-Honda (varv 62, snurrade av)
10. Ivan Capelli, Ferrari (62, snurrade av)
11. Christian Fittipaldi, Minardi-Lamborghini
12. Paul Belmondo, March-Ilmor

### Förare som bröt loppet
- JJ Lehto, BMS Scuderia Italia (Dallara-Ferrari) (varv 56, snurrade av)
- Gabriele Tarquini, Fondmetal-Ford (56, snurrade av)
- Mika Häkkinen, Lotus-Ford (56, snurrade av)
- Erik Comas, Ligier-Renault (55, snurrade av)
- Bertrand Gachot, Larrousse-Lamborghini (35, motor)
- Olivier Grouillard, Tyrrell-Ilmor (30, snurrade av)
- Gianni Morbidelli, Minardi-Lamborghini (26, hantering)
- Mauricio Gugelmin, Jordan-Yamaha (24, snurrade av)
- Andrea Chiesa, Fondmetal-Ford (22, snurrade av)
- Riccardo Patrese, Williams-Renault (19, snurrade av)
- Johnny Herbert, Lotus-Ford (13, snurrade av)
- Thierry Boutsen, Ligier-Renault (11, motor)
- Martin Brundle, Benetton-Ford (4, snurrade av)
- Andrea de Cesaris, Tyrrell-Ilmor (2, motor)

### Förare som ej kvalificerade sig
- Ukyo Katayama, Larrousse-Lamborghini
- Eric van de Poele, Brabham-Judd
- Stefano Modena, Jordan-Yamaha
- Damon Hill, Brabham-Judd

### Förare som ej förkvalificerade sig
- Roberto Moreno, Andrea Moda-Judd
- Perry McCarthy, Andrea Moda-Judd